# Ted Demme
Edward Demme, conosciuto semplicemente come Ted Demme (New York, 26 ottobre 1963 – Santa Monica, 13 gennaio 2002), è stato un regista, produttore cinematografico, produttore televisivo e attore statunitense.

## Biografia
Nella sua carriera  fu regista di sei film; il più importante fu Blow, girato nel 2001 un anno prima della sua morte improvvisa, sopraggiunta per infarto durante una partita amatoriale di pallacanestro giocata dopo aver assunto cocaina.
Diresse inoltre una serie di spettacoli televisivi e alcuni videoclip, tra i quali Streets of Philadelphia di Bruce Springsteen.
Era nipote del regista Jonathan Demme.

## Filmografia

### Regista
- Who's the Man? (1993)
- C'eravamo tanto odiati  (The Ref) (1994)
- Beautiful Girls (1996)
- Manhattan Miracle, episodio di Subway Stories - Cronache metropolitane (SUBWAYStories: Tales from the Underground) (1997)
- Snitch (1998)
- Life (1999)
- Blow (2001)
- A Decade Under the Influence (2003) - Documentario

### Produttore
- Il giocatore (Rounders), regia di John Dahl (1998)